# Зарубежные фильмы, выпущенные в советский прокат в 1948 году
Список из 30 зарубежных фильмов, выпущенных в советский кинопрокат в 1948 году. Месяцем выпуска считается время первой демонстрации в Москве.
Закупкой зарубежных кинолент для советского кинопроката занималось Всесоюзное объединение по экспорту и импорту кинофильмов «Совэкспортфильм», с ноября 1945 до июля 1953 года входившее в ведомство Комитета кинематографии. Некоторые фильмы в прокат выпускались в другом формате. Иногда цветные фильмы в массовом тираже выпускались черно-белыми, а также делались изъятия некоторых, как правило, незначительных для общего сюжета сцен и эпизодов.
| Прокатное название на русском языке | Оригинальное название и год выхода | Производство       | № месяца |
| ----------------------------------- | ---------------------------------- | ------------------ | -------- |
| Летучая мышь                        | «Die Fledermaus» (нем.) (1944)     | Германия           | 09       |
| Облава                              | «Razzia» (нем.) (1947)             | Восточная Германия | 05       |
| Ян Рогач                            | «Jan Roháč z Dubé» (чешск.) (1947) | Чехословакия       | 03       |

Бо́льшую часть списка (27 кинолент) составляют трофейные фильмы из Рейхфильмархива.
| Трофейные фильмы                    | Трофейные фильмы                              | Трофейные фильмы              | Трофейные фильмы |
| Прокатное название на русском языке | Оригинальное название и год выхода            | Производство                  | № месяца         |
| ----------------------------------- | --------------------------------------------- | ----------------------------- | ---------------- |
| Андалузские ночи                    | «Andalusische Nächte» (нем.) (1938)           | Германия                      | 07               |
| Башня смерти                        | «Tower of London» (англ.) (1939)              | США                           | 11               |
| Восточная сказка                    | «Chu Chin Chow» (англ.) (1934)                | Великобритания                | 11               |
| Восьмой раунд                       | «The Crowd Roars» (англ.) (1938)              | США                           | 10               |
| Грёзы (Роберт Шуман)                | «Träumerei» (нем.) (1943)                     | Германия                      | 12               |
| Двойники                            | «The Prince and the Pauper» (англ.) (1937)    | США                           | 10               |
| Дорога бедствий                     | «The Grapes of Wrath» (англ.) (1940)          | США                           | 08               |
| Дорога на эшафот                    | «Das Herz der Königin» (нем.) (1940)          | Германия                      | 11               |
| Индийская гробница (2 серии)        | «Indische Grabmal» (нем.) (1937)              | Германия                      | 12               |
| История одной жизни                 | «Giuseppe Verdi» (итал.) (1938)               | Италия                        | 12               |
| Оперетта                            | «Operette» (нем.) (1940)                      | Германия                      | 08               |
| Охотники за каучуком                | «Kautschuk» (нем.) (1938)                     | Германия                      | 10               |
| Песнь для тебя                      | «Ein Lied für dich» (нем.) (1933)             | Германия                      | 08               |
| Первый бал                          | «First Love» (англ.) (1939)                   | США                           | 12               |
| Приключения венецианца              | «The Adventures of Marco Polo» (англ.) (1937) | США                           | 10               |
| Путешествие будет опасным           | «Stagecoach» (англ.) (1939)                   | США                           | 12               |
| Расплата                            | «The Count of Monte Cristo» (англ.) (1934)    | США                           | 10               |
| Риголетто'                          | «Il Re si diverte» (итал.) (1941)             | Италия                        | 06               |
| Секрет актрисы                      | «Mad About Music» (англ.) (1938)              | США                           | 11               |
| Спасённые знамёна                   | «Port Arthur» (фр.) (1936)                    | Франция Германия Чехословакия | 09               |
| Таинственный беглец                 | «New Moon» (англ.) (1940)                     | США                           | 12               |
| Трансвааль в огне                   | «Ohm Krüger» (нем.) (1941)                    | Германия                      | 12               |
| Трудный путь                        | «Suez» (англ.) (1938)                         | США                           | 10               |
| Трущобы большого города             | «Dead End» (англ.) (1937)                     | США                           | 12               |
| Флория Тоска                        | «La Tosca» (итал.) (1940)                     | Италия                        | 07               |
| Чио Чио-Сан (Премьера Чио-Чио-Сан)  | «Sogno di Butterfly» (итал.) (1939)           | Италия Германия               | 11               |
| Я обвиняю                           | «The Life of Emile Zola» (англ.) (1937)       | США                           | 10               |